# 北京商报
《北京商报》是北京日报报业集团旗下一份1985年創刊財經報紙，為北京市區發行量最大，对开全彩印刷。不定時出版豪华装帧的特刊，“五一”、“十一”等法定长假，出版消费特刊。下設北京商业研究院為一個智庫組織。

## 历史
《北京商报》前身可追溯至1985年7月2日创刊的《首都信息报》，1988年改称《首都经济信息报》，1996年10月改为《北京经济报》。
2002年5月15日，北京日报报业集团与北京中央商务区、中信国安集团联手，利用原《北京经济报》刊号创办《北京现代商报》，2006年8月8日更名为《北京商报》。
2005年起每年舉辦北京十大商业品牌公益评选活動，由北京市商业联合会協辦，2008年起舉辦商報汽车品牌评选、京鼎杯保险品牌评选等獎項。

## 版面
- 政经
- 产经
- 商经
- 财经
- 全球
- 文创
- 高端旅游
- 滾動式周刊區

## 參看
- 《晨报》、英文《京報》、《京报》
- 《北京晚报》、《新京报》